# فرودگاه صحرایی پینه‌موند
 فرودگاه صحرایی پینه‌موند (به انگلیسی: Peenemünde Airfield) یک فرودگاه همگانی با کد یاتا PEF است که یک باند فرود بتن دارد و طول باند آن ۲۴۰۰ متر است. این فرودگاه در کشور لهستان قرار دارد و در ارتفاع ۲ متری از سطح دریا واقع شده است.